# Koukoum (Ndom)
Koukoum est un village de la Région du Littoral du Cameroun, situé dans la commune de Ndom. 

## Population et développement
En 1967, la population de Koukoum était de 262 habitants. La population de Koukoum était de 143 habitants dont 74 hommes et 69 femmes, lors du recensement de 2005.  